# 児玉実良

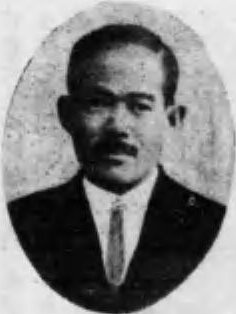
児玉実良

児玉 実良（兒玉 實良、こだま さねよし、1882年（明治15年）11月5日 - 1956年（昭和31年）3月20日 ）は、明治末から昭和期の裁判官、検察官、弁護士。衆議院議員。

## 経歴
鹿児島県薩摩郡樋脇郷麓（樋脇村、樋脇町を経て現薩摩川内市）で、児玉善輔の長男として生まれた。1908年（明治41年）京都帝国大学法科大学法律学科（独法）を卒業。司法官試補に任じられ、徳島地方裁判所判事、千葉地方裁判所判事、名古屋地方裁判所・名古屋区裁判所検事、七尾区裁判所検事、小倉区裁判所検事、高松地方裁判所・高松区裁判所検事、京都地方裁判所・京都区裁判所検事、鹿児島区裁判所検事などを歴任した。退官後は鹿児島市で弁護士を開業した。
1925年（大正14年）8月3日、第15回衆議院議員総選挙鹿児島県第5区補欠選挙で当選し。衆議院議員に1期在任し、政友本党、立憲民政党に所属した。
議員退任後、1930年（昭和5年）鹿児島新聞社長に就任。戦時中の新聞統制により1942年（昭和17年）2月、鹿児島新聞と鹿児島朝日新聞が合併し鹿児島日報（現南日本新聞）が設立されると初代社長に就任。資金調達に尽力して新会社の基礎作りを行い、1943年（昭和18年）2月に社長を辞任した。